# Piranómetro

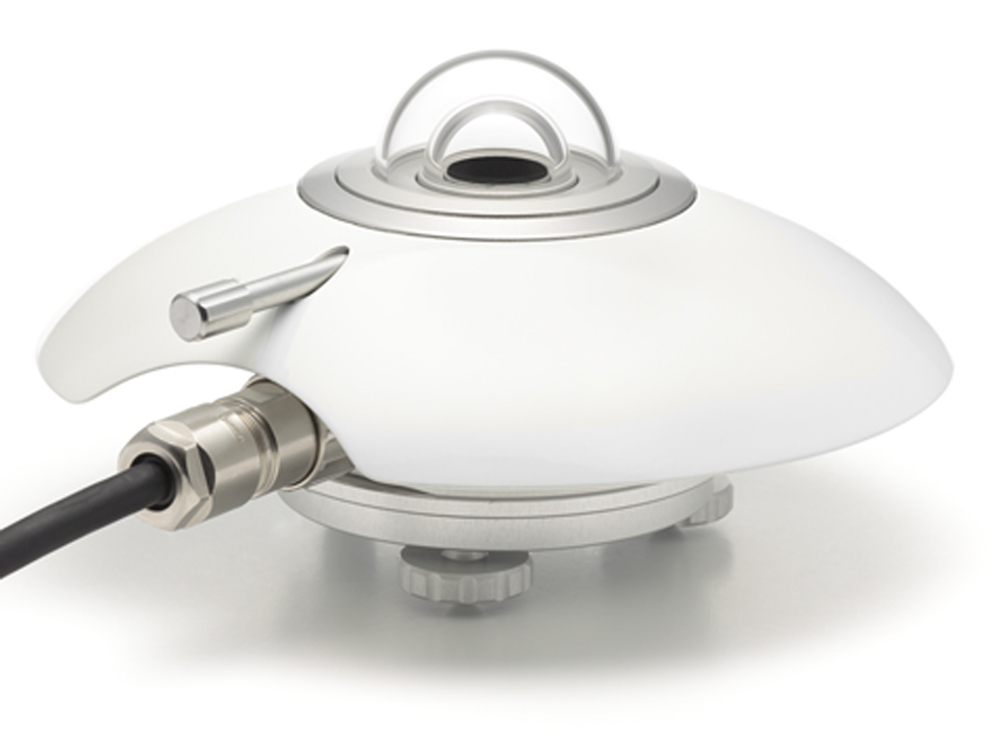
Piranômetro moderno típico (modelo padrão secundário SR20)

O piranómetro ou piranômetro é um equipamento usado para medir radiação solar em uma superfície plana e é projetado para medir a densidade de fluxo da radiação solar (W/m2) do hemisfério acima dentro de um intervalo de comprimento de onda de 0,3 μm a 3 μm. O nome do piranômetro decorre das palavras gregas πῦρ (pir), que significa "fogo", eἄνω (ano), que significa "acima, céu".
Um piranômetro típico não requer nenhuma energia para operar. No entanto, o desenvolvimento técnico recente inclui o uso de eletrônicos em piranômetros, que exigem (baixa) energia externa.

## Explicação
A radiação solar espectro que atinge a superfície terrestre amplia seu comprimento de onda aproximadamente 300 nm a 2800 nm.
Dependendo do tipo de piranômetro utilizado, serão obtidas medidas de irradiação com diferentes graus de sensibilidade espectral.
Para fazer uma medida da irradiância, é requerido por definição que a resposta à radiação do "feixe" varia com o cosseno do ângulo de incidência. Isso garante uma resposta completa quando a radiação solar atinge o sensor perpendicularmente (normal para a superfície, sol no zênite, ângulo de incidência de 0°), resposta zero quando o sol está no horizonte (ângulo de incidência de 90°, ângulo de 90° zenith ) e 0,5 a um ângulo de incidência de 60 °. Segue-se que um piranômetro deve ter uma chamada "resposta direcional" ou "resposta de cosseno" que é o mais próximo possível da característica de cosseno ideal.

## Classificação de piranômetros
Seguindo as classificações e definições observadas na ISO 9060, três tipos de piranômetros podem ser reconhecidos e agrupados em duas tecnologias diferentes: tecnologia de termopilha e tecnologia de semicondutores de silício.
A sensibilidade à luz, conhecida como "resposta espectral", depende do tipo de piranômetro. A figura aqui acima mostra as respostas espectrais dos três tipos de piranômetro em relação ao Espectro de Radiação Solar. O Espectro de Radiação Solar representa o espectro da luz solar que atinge a superfície da Terra ao nível do mar, ao meio-dia com A.M.(massa de ar) = 1.5.

A latitude e a altitude influenciam esse espectro. O espectro é influenciado também pelo aerossol e pela poluição.

### Piranômetro termopilha
Um piranômetro de termopilha é um sensor baseado em termopilhas feito para medir a banda larga da densidade de fluxo de radiação solar a partir de um campo de ângulo de visão de 180°. Um piranômetro de termopilha geralmente mede 300 a 2800 nm com uma sensibilidade espectral bastante plana (veja o gráfico de Resposta Espectral). A primeira geração dos piranômetros de termopilha teve a parte ativa do sensor igualmente dividida em setores preto e branco. A irradiação foi calculada a partir da medida diferencial entre a temperatura dos setores negros, exposta ao sol e a temperatura dos setores brancos, setores não expostos ao sol.
Em toda a tecnologia de termopilha, a irradiação é proporcional à diferença entre a temperatura da área exposta ao sol e a temperatura da área de sombra.

#### Design
Para atingir as características direcionais e espectrais adequadas, um piranômetro termopilha é construído com os seguintes componentes principais:
- Uma sensor de termopilha com um revestimento preto. Ele absorve toda a radiação solar, possui um espectro plano que abrange a faixa de 300 a 50,000 nanômetros e possui uma resposta quase perfeita para o cosseno.
- Uma cúpula de vidro. Limita a resposta espectral de 300 a 2.800 nanômetros (cortando a parte acima de 2,800 nm), preservando o campo de visão de 180°. Também protege o sensor de termopilha da convecção. Para os piranómetros padrão de primeira classe e secundária (ver classificação ISO 9060 dos piranômetros de termopilha) é utilizada uma segunda cúpula de vidro. Esta construção fornece um "escudo de radiação" adicional, resultando em um melhor equilíbrio térmico entre o sensor e a cúpula interna, em comparação com o uso de uma única cúpula. O efeito de ter uma segunda cúpula é uma forte redução dos deslocamentos do instrumento.

Nos piranômetros de termopilha modernos as junções ativas (quentes) da termopilha estão localizadas abaixo da superfície de revestimento preto e são aquecidas pela radiação absorvida pelo revestimento preto. As junções passivas (frias) da termopilha estão totalmente protegidas da radiação solar e no contato térmico com a caixa do piranômetro, que serve como dissipador de calor. Isso evita que qualquer alteração seja amarelada ou decaída ao medir a temperatura na sombra, prejudicando assim a medida da irradiância solar.
A termopilha gera uma pequena tensão proporcionalmente à diferença de temperatura entre a superfície de revestimento preto e a caixa do instrumento. Isso é da ordem de 10 µ • VW/m2. Normalmente, em um dia ensolarado, a produção é de cerca de 10 mV. Cada piranômetro possui uma sensibilidade única, a não ser que esteja equipado com eletrônicos para a calibração.

#### Uso
Os piranômetros de termopilha são freqüentemente utilizados em meteorologia, climatologia, pesquisa em mudanças climáticas, física de engenharia de construção e em sistemas fotovoltaicos.
Eles geralmente são instalados horizontalmente em estações meteorológicas e tipicamente montados no "plano da matriz" (com a superfície do sensor paralelo ao painel solar quando usado para monitoramento de sistemas fotovoltaicos.
A indústria de energia solar, em um novo padrão, IEC 61724-1:2017, definiu o tipo de piranômetro que deve ser usado de acordo com o tamanho e a categoria das usinas de energia solar.

### Piranômetro baseado em fotodiodo
Também conhecido como um piranômetro de silício na ISO 9060, um piranômetro baseado em fotodiodo pode detectar a porção do espectro solar entre 400 nm and 900 nm, com a detecção mais eficiente entre 350 nm and 1100 nm. O fotodiodo converte as freqüências de espectro solar acima mencionadas em corrente em alta velocidade, graças ao efeito fotoelétrico. A conversão é influenciada pela temperatura com um aumento na corrente produzida pelo aumento de temperatura (aproximadamente 0,1% • °C)

#### Design
Um piranômetro baseado em fotodíodo é composto por uma cúpula de alojamento, um fotodiodo, e um difusor ou filtros ópticos. O fotodiodo tem uma pequena área superficial e atua como um sensor. A corrente gerada pelo fotodiodo é proporcional à irradiação; um circuito de saída, como um amplificador de trans-impedância, gera uma tensão diretamente proporcional à fotocorrente. A saída é geralmente da ordem de milivolts, a mesma ordem de grandeza dos piranômetros do tipo termopilha.

#### Uso
Os piranômetro baseados em fotodíodos são implementados onde a quantidade de irradiação do espectro solar visível, ou de certas porções, como UV, IR ou PAR(Photosynthetically active radiation), precisa ser calculado. Isso é feito usando diodos com respostas espectrales específicas.
Os piranômetros baseados em fotodiodos são o núcleo de luxímetros usados em fotografias, cinema e técnica de iluminação.

### Piranômetro fotovoltaico
Construído ao redor dos anos 2000 em simultâneo com a disseminação de sistemas fotovoltaicos, o "piranômetro fotovoltaico" é uma derivação do piranômetro de fotodiodo. Ele respondeu a necessidade de uma única célula fotovoltaica de referência ao medir o poder dos módulos celulares e fotovoltaicos. Especificamente, cada célula e módulo são testados através de testes de flash por seus respectivos fabricantes, e os piranômetro de termopilha não possuem a velocidade de resposta adequada nem a mesma resposta espectral de uma célula. Isso criaria incompatibilidade óbvia ao medir a potência, o que precisaria ser quantificado. Nos documentos técnicos, este piranômetro também é conhecido como "célula fotovoltaica de referência", "sensor de irradiância", "solarímetro", "sensor solar", uma vez que as bibliografias são mais recentes do que a ISO 9060.
A parte ativa do sensor é composta por uma célula fotovoltaica que trabalha em condições de curto-circuito. Como tal, a corrente gerada é diretamente proporcional à radiação solar atingindo a célula em um intervalo entre 350 nm e 1150 nm. Quando investido por uma radiação luminosa na faixa mencionada, produz corrente como conseqüência do efeito fotovoltaico. Sua sensibilidade não é plana, mas é a mesma da célula fotovoltaica de silício. Veja o gráfico de Resposta Espectral.

#### Design
Um piranômetro fotovoltaico é essencialmente montado com as seguintes partes:
- Um recipiente metálico com um suporte de fixação
- Uma pequena célula fotovoltaica
- Aparelho eletrônico

Os sensores de silício, como o fotodiodo e a célula fotovoltaica, variam a produção em função da temperatura. Nos modelos mais recentes, a eletrônica compensa o sinal com a temperatura, eliminando a influência da temperatura dos valores da irradiância solar. Dentro de vários modelos, o gabinete abriga uma placa para amplificação e condicionamento de sinal.

#### Uso
Os piranômetros fotovoltaicos são utilizados em simuladores solares e ao lado do sistema fotovoltaico para os cálculos.

## Padronização e calibração
Ambos os piranômetros de tipo termopilha e fotovoltaico são fabricados de acordo com os padrões.

### Piranômetros de termopilha
Os piranômetros de termopilha seguem o padrão ISO 9060, que também é adotado pela World Meteorological Organization (WMO). Este padrão discrimina três classes. Em vez disso, o melhor é confundidamente chamado de "padrão secundário" (exemplo, calibrado por comparação direta com o instrumento primário único). O segundo melhor é definido como "primeira classe" e a última "segunda classe". As diferenças nas classes são devidas a um certo número de propriedades nos sensores: tempo de resposta, deslocamentos térmicos, dependência de temperatura, erro direcional, não estabilidade, não linearidade, seletividade espectral e resposta de inclinação. Todos estes são definidos na ISO 9060. Para que um sensor seja classificado em uma determinada categoria, ele precisa cumprir todos os requisitos mínimos para essas propriedades.
Normalmente, a calibração é feita com a World Radiometric Reference (WRR) como uma referência absoluta. Isso é mantido pela PMOD em Davos, Switzerland. Em adição à World Radiometric Reference existem laboratórios privados como ISO-Cal North America que adquiriram credenciamento para essas calibrações únicas. Para o piranômetro padrão secundário, a calibração é feita seguindo ASTM G167, ISO 9847 ou ISO 9846.  Os piranômetros de primeira e segunda classe geralmente são calibrados de acordo com ASTM E824, e ISO 9847.

### Piranômetros fotovoltaicos
Os piranómetros fotovoltaicos são padronizados e calibrados de acordo com a IEC 60904-4 para amostras de referência primárias e sob a IEC 60904-2 para amostras de referência secundárias e os instrumentos destinados à venda.
Em ambos os padrões, sua respectiva cadeia de rastreabilidade começa com o padrão primário conhecido como o Group of Cavity Radiometer pela World Radiometric Reference (WRR).

## Condicionamento de sinal
O valor de saída natural desses piranômetros não excede geralmente  dezenas de milivolts (mV). É considerado um sinal "fraco", e, como tal, bastante vulnerável a interferência eletromagnética, especialmente onde o cabo corre através de distâncias acima de 10 metros ou está em sistemas fotovoltaicos. Assim, esses sensores são freqüentemente equipados com eletrônicos de condicionamento de sinal, o que lhes permite amplificar seu valor de saída natural em 100 ou 1000 vezes.
Outra solução implica imunidades maiores aos ruídos, como a 4-20 mA ou Modbus através de saída RS-485, adequado para ambientes com interferências eletromagnéticas típicas da escala de médio a grande escala de plantas fotovoltaicas. A eletrônica equipada geralmente concorda em normalizar a saída do sinal em um valor predeterminado e uma integração fácil no SCADA do sistema.
Além disso, as informações sobre o sensor podem ser armazenadas na eletrônica do sensor, como o histórico de calibração, o número de série, entre outras informações. Alguns piranômetros também oferecem informações extras, como temperatura do caso e ângulo de inclinação do sensor.